# Мольнар, Чилли
Чилла Андреа Мольнар (20 января 1969, Капошвар — 10 июля 1986) — победительница конкурса «Мисс Венгрия 1985».
В 1986 году участвовала в одной из версий конкурса «Мисс Европа», проводимом на Мальте, где заняла 3 место.
10 июля 1986 покончила с собой, выпив смертельную дозу лекарства от сердца (лидокаина).
В память о Мольнар национальный конкурс красоты не проводился три года (1986—1988).
Был снят полуторачасовой венгерский документальный фильм о конкурсе — «Szepleanyok», в который вошли сохранившиеся киноматериалы о Чилле Молнар.